# Philipp Bönig
Philipp Bönig est un footballeur allemand né le 20 mars 1980 à Erding en Allemagne. Il évolue au poste d'arrière gauche.

## Palmarès
- VfL Bochum
  - 2006 : Champion de Bundesliga 2